# Holbein (cràter)
Holbein és un cràter d'impacte en el planeta Mercuri de 115 km de diàmetre. Porta el nom dels pintors alemanys Hans Holbein el Vell (c. 1465-1524), Hans Holbein el Jove (c. 1497-1543), i el seu nom va ser aprovat per la Unió Astronòmica Internacional el 1979.